# A Mandalóri epizódjainak listája
A Mandalóri (eredeti cím: The Mandalorian) 2019-től futó, a Star Wars-univerzumban játszódó amerikai tévésorozat, amelyet Jon Favreau készített a Disney+ számára. A sorozat 2019. november 12-én indult el Amerikában. Magyarországon 2022. június 14-től látható a szinkronizált változat.
2023.  április 19-ig bezárólag a Disney+ összesen 24 epizódot tett elérhetővé, amely három évadot foglal magába.

## Évadáttekintés
| Évad | Évad                    | Epizódok                | Eredeti sugárzás   | Eredeti sugárzás   | Magyar sugárzás  | Magyar sugárzás   |
| Évad | Évad                    | Epizódok                | Évadpremier        | Évadfinálé         | Évadpremier      | Évadfinálé        |
| ---- | ----------------------- | ----------------------- | ------------------ | ------------------ | ---------------- | ----------------- |
|      | 1.                      | 8                       | 2019. november 12. | 2019. december 27. | 2022. június 14. | 2022. június 14.  |
|      | 2.                      | 8                       | 2020. október 30.  | 2020. december 18. | 2022. június 14. | 2022. június 14.  |
|      | 3.                      | 8                       | 2023. március 1.   | 2023. április 19.  | 2023. március 1. | 2023. április 19. |
|      | The Mandalorian & Grogu | The Mandalorian & Grogu | 2026. május 22.    | 2026. május 22.    |                  |                   |

## Epizódok

### 1. évad (2019)
| Sor. | Év. | Cím                                                      | Rendező             | Író                                                                     | Premier                             |
| --- | --- | -------------------------------------------------------- | ------------------- | ----------------------------------------------------------------------- | ----------------------------------- |
| 1. | 1.  | 1. fejezet: A Mandalóri (Chapter 1: The Mandalorian)     | Dave Filoni         | Jon Favreau                                                             | 2019. november 12. 2022. június 14. |
| Miután teljesít egy feladatot Greef Karga céhvezértől, egy mandalóri zsoldos elfogad egy titkos megbízást a Nevarrói előőrsön egy rejtélyes ügyféltől, aki kapcsolatban áll a volt Galaktikus Birodalommal. Az ügyfél arra utasítja a mandalóri zsoldost, hogy találja meg egy névtelen, ötvenéves célt, akit a társa, Dr. Pershing életben kíván visszahozni. A mandalóri egy darab beskar acélt kap előlegként, ami szent a népe számára. Az acélt egy titkos mandalóri páncélos közösséghez viszi, ahol egy fegyverkovács elkészíti neki egy vállpáncélt. A mandalóri elutazik a célpont utolsó ismert tartózkodási helyére, ahol a gőzfarmon dolgozó Kuiil már belefáradt a folyamatos zsoldos tevékenységbe, és reméli, hogy a mandalóri véget vethet neki. Kuiil egy erősen védett táborhoz irányítja a mandalórt, ahol kénytelen együttműködni az IG-11 zsoldos droiddal, hogy kitisztítsák a tábort és megtalálják a célpontot, egy gyermeket. Az IG-11 megpróbálja megölni a gyermeket a bónusz megbízásának megfelelően. A mandalóri lelövi és megsemmisíti a droidot, és életben hagyja a gyermeket. |     |                                                          |                     |                                                                         |                                     |
| 2. | 2.  | 2. fejezet: A gyermek (Chapter 2: The Child)             | Rick Famuyiwa       | Jon Favreau                                                             | 2019. november 15. 2022. június 14. |
| A mandalóri visszatér a gyermekkel, hogy felfedezze, a hajóját éppen széttépik a dzsavák. Támadást indít ellenük, de azok elmenekülnek a homokjárójukban. Másnap Kuiil segít a mandalórinak megtalálni a dzsavákat és tárgyalni a hajója alkatrészeinek visszaszerzéséről. A mandalóri beleegyezik, hogy egy rinocéroszhoz hasonló Mudhorn tojását hozza el a lopott alkatrészekért cserébe. Ő és a gyermek megtalálják a Mudhorn barlangját, de a szörnyeteg megtámadja őt, és megrongálja a páncélját. Hosszú küzdelem után a Mudhorn már majdnem megöli a mandalórt, amikor a gyermek használja az Erőt, hogy felemelje a szörnyet, lehetővé téve a meglepett mandalóri számára, hogy megszúrja és megölje azt. Elhozza a tojást és visszaviszi a dzsavákhoz, akik kinyitják és megeszik a belsejét. Miután visszakapja a hajója alkatrészeit, a mandalóri Kuiillal dolgozik, hogy megjavítsák a hajót. A mandalóri ezután elhagyja a bolygót a gyermekkel. |     |                                                          |                     |                                                                         |                                     |
| 3. | 3.  | 3. fejezet: A bűn (Chapter 3: The Sin)                   | Deborah Chow        | Jon Favreau                                                             | 2019. november 22. 2022. június 14. |
| A mandalóri leszállítja a gyermeket az ügyfélnek Nevarrón, és begyűjti a jutalmát: 20 rúd beskar acélt. Szokatlan módon rákérdez, hogy mi az ügyfél terve a gyermekkel, de azt a választ kapja, hogy ez nem az ő dolga. Visszatérve a mandalóri rejtekhelyre, a fegyverkovács a beskar nagy részét felhasználja, hogy lecserélje és továbbfejlessze a mandalóri sérült páncélját és fegyvereit. A mandalóri elfogad egy új küldetést Kargától, és készül elhagyni a bolygót, de bűntudatot érez, amiért magára hagyta a gyermeket. Visszatér az ügyfél bázisára, ahol megöli az őrző rohamosztagosokat, és kiszabadítja a gyermeket Dr. Pershing laboratóriumából, ahol kísérleteztek rajta. Az orvost azonban megkíméli. Útban vissza a hajója felé, Karga és más fejvadászok csapdába ejtik, és követelik, hogy adja át a gyermeket. A mandalóri visszautasítja, és tűzharc tör ki. Túlerővel szemben, sarokba szorítva végül a rejtekhelyről érkező többi mandalóri menti meg, akik megtámadják a fejvadászokat. Ez lehetővé teszi számára, hogy elérje a hajóját, és elmeneküljön a gyermekkel. |     |                                                          |                     |                                                                         |                                     |
| 4. | 4.  | 4. fejezet: Menedék (Chapter 4: Sanctuary)               | Bryce Dallas Howard | Jon Favreau                                                             | 2019. november 29. 2022. június 14. |
| A ritkán lakott, erdős Sorgan bolygóra érkezve a mandalóri találkozik Cara Dune-nal, egy volt Lázadó Szövetségi, aki jelenleg zsoldosként bujkál. Dune arra kéri a mandalórit, hogy távozzon, nehogy felhívja a figyelmet a bolygóra. A mandalóri már készül elhagyni a bolygót, amikor kétségbeesett halászok felkeresik, hogy felbéreljék: segítsen elűzni egy klatooiniai rablóbandát, akik rendszeresen támadják a falujukat. A mandalóri elfogadja az ajánlatot szállásért cserébe, és a kapott krediteket arra használja, hogy Dune segítségét is megszerezze. Egy özvegy anya, Omera látja vendégül őket, és a mandalóri elárulja neki, hogy gyermekkora óta senki sem látta az arcát, mióta a törzse befogadta árvaként. A mandalóri és Dune megtanítják a falusiakat harcolni, legyőzik a rablókat, és elpusztítanak egy régi Birodalmi AT-ST lépegetőt, amelyet a rablók használtak. Néhány héttel később, amikor a falu végre biztonságban van, a mandalóri úgy dönt, hogy a gyermeket ott hagyja. Azonban egy fejvadász megtalálja őket, akit Dune megöl. Rájönnek, hogy a gyermek még ott sincs biztonságban, ezért a mandalóri ismét útra kel vele.                                                                                                |     |                                                          |                     |                                                                         |                                     |
| 5. | 5.  | 5. fejezet: A fegyverforgató (Chapter 5: The Gunslinger) | Dave Filoni         | Dave Filoni                                                             | 2019. december 6. 2022. június 14.  |
| A mandalóri legyőz egy üldöző fejvadászt egy légi összecsapásban. Megsérült hajójával a Tatuin bolygón, Mos Eisley egyik javítódokkjánál landol, melyet a szerelő Peli Motto üzemeltet. A javítások költségeinek fedezésére a mandalóri munkát keres egy kantinában, ahol találkozik Toro Calicannal, egy kezdő fejvadásszal, aki az elit zsoldost és bérgyilkost, Fennec Shand-et próbálja elfogni. Calican be akar lépni a Fejvadász Céhbe, ehhez azonban el kell kapnia Shand-et. A mandalóri beleegyezik, hogy segít neki, cserébe a vérdíjért. A sivatagban elfogják Shand-et, de a nő megsemmisíti az egyik speeder motorjukat. Miközben a mandalóri egy dewback lényt hoz a szállításhoz, Shand elmondja Calicannak, hogy a mandalóri elárulta a Céhet, amikor elrabolta a gyermeket, és hogy így a rájuk kitűzött vérdíj sokkal magasabb az övénél. Shand megpróbálja meggyőzni Calicant, hogy engedje szabadon, és együtt ejtsék foglyul a mandalórit, de Calican inkább lelövi őt, majd a megmaradt speederrel a javítódokkhoz megy, és túszul ejti Peli Motto-t és a gyermeket. A mandalóri megérkezik, elvakítja Calicant egy jelzőrakétával, majd megöli őt. A zsákmányolt pénzből kifizeti Motto-nak a hajó javítását, és elhagyja Tatuin bolygót. |     |                                                          |                     |                                                                         |                                     |
| 6. | 6.  | 6. fejezet: A rab (Chapter 6: The Prisoner)              | Rick Famuyiwa       | Történet: Christopher Yost Tévéjáték: Christopher Yost és Rick Famuyiwa | 2019. december 13. 2022. június 14. |
| A mandalóri felkeresi korábbi partnerét, Ran Malkot munkáért, aki egy ötfős küldetésre veszi be. A csapat tagjai: az egykori birodalmi mesterlövész Mayfeld, a devaroni erőember Burg, a droid pilóta Q9-0, és a Twi’lek késszakértő Xi’an. Feladatuk Xi’an testvérének, Qinnek a kiszabadítása az Új Köztársaság egyik börtönhajójáról. A csapat behatol a hajóra, megküzd a biztonsági droidokkal, és megölik a hajó biztonsági főnökét, ám az még időben aktiválja a vészjelzőt. Miután kiszabadítják Qint, a csapat elárulja a mandalórit. Eközben Q9-0 megtalálja Greef Karga üzenetét a mandalórinak, amelyben a gyerekről beszél, majd felfedezi a gyereket a mandalóri hajóján. A mandalóri kiszabadul, legyőzi a csapattagokat, és elfogja Qint. Végül Mayfeldet, Burgot és Xi’ant a börtönhajón hagyja bezárva, Qint pedig leszállítja Ranhoz. Fizetségével távozik, de Ran azonnal vadászgépet indít ellene. Ekkor azonban felfedezik Qin vészjelzőjét, és három Új Köztársasági X-szárnyú vadászgép érkezik, akik megtámadják Ran állomását. |     |                                                          |                     |                                                                         |                                     |
| 7. | 7.  | 7. fejezet: A leszámolás (Chapter 7: The Reckoning)      | Deborah Chow        | Jon Favreau                                                             | 2019. december 18. 2022. június 14. |
| A mandalóri egy üzenetet kap Kargától, akinek városát a Nevarrón elárasztották az ügyfél csapatai. Karga azt javasolja, hogy a mandalóri használja a gyermeket csaliként át ügyfél megölésére és a város felszabadítására. Cserébe Karga megígéri, hogy a céh nem üldözi tovább őt és a gyermeket. A mandalóri csapdát sejtve beszervezi Dune-t és Kuiilt, utóbbi pedig magával hozza az újraprogramozott IG-11-est, hogy megvédje a gyermeket. A találkozás során Kargáékkal repülő lények támadnak rájuk, Karga pedig megsebesül, de a gyermek meggyógyítja az erő segítségével. Hálából Karga megöli társait, és beismeri eredeti tervét, miszerint el akarta árulni a mandalórit. Ehelyett úgy tesz, mintha Dune elfogta volna a mandalórit, míg Kuiil visszatér a hajóra a gyermekkel. A találkozón Moff Gideon katonái rajtaütnek, megölik az ügyfélt, és csapdába ejtik a mandalórit, Kargát és Dune-t. Közben a városon kívül a felderítő rohamosztagosok megölik Kuiilt és elrabolják a gyermeket. |     |                                                          |                     |                                                                         |                                     |
| 8. | 8.  | 8. fejezet: Megváltás (Chapter 8: Redemption)            | Taika Waititi       | Jon Favreau                                                             | 2019. december 27. 2022. június 14. |
| IG-11 legyőzi a felderítő rohamosztagosokat és megmenti a gyermeket. Gideon közli Kargával, Dune-nal és a mandalórival, hogy kivégzik őket, ha nem adják át a gyermeket. IG-11 időben érkezik, hogy megmentse a többieket. Gideon csapatai támadást indítanak, és a mandalóri súlyosan megsebesül. Arra utasítja a társait, hogy meneküljenek el, és keressenek segítséget az enklávéban, miközben IG-11 eltávolítja a sisakját, hogy ellássa a sebeit. Miután csatlakozik a többiekhez, a mandalóri felfedezi, hogy a többi mandalóri eltűnt, kivéve a fegyverkovácsot. Ő azzal bízza meg, hogy vigye vissza a gyermeket a saját fajtájához, mielőtt feltartóztatja az érkező rohamosztagosokat. A csapat egy földalatti lávafolyón keresztül próbál elmenekülni, de a járat végén csapdába esnek. IG-11 önmegsemmisíti magát, hogy elpusztítsa a támadókat. Gideon TIE vadászgépban támad rájuk, de a mandalóri újonnan kovácsolt rakétahátizsákját használva lelövi a gépet. Miután eltemetik Kuiilt, a mandalóri elindul új küldetésére a gyermekkel, míg Karga és Dune a Nevarrón maradnak. Gideon túléli a zuhanást, és a sötét szablya segítségével kiszabadítja magát.                                                                                   |     |                                                          |                     |                                                                         |                                     |

### 2. évad (2020)
| Sor. | Év. | Cím                                                | Rendező             | Író           | Premier                             |
| --- | --- | -------------------------------------------------- | ------------------- | ------------- | ----------------------------------- |
| 9. | 1.  | 9. fejezet: A marsall (Chapter 9: The Marshal)     | Jon Favreau         | Jon Favreau   | 2020. október 30. 2022. június 14.  |
| A mandalórit azzal bízzák meg, hogy juttassa vissza védencét, egy gyermeket, annak népéhez, a Jedikhez. A mandalóri más mandalóriak után kezd kutatni, akikről úgy véli, segíthetnek neki megtalálni a Jediket. Egy szóbeszéd alapján eljut a Tatuin bolygón található Mos Pelgo városába, ahol állítólag egy mandalóri él. Ott azonban kiderül, hogy nincs valódi mandalóri a városban, hanem Cobb Vanth seriff viseli egy mandalóri páncélját. Vanth elmeséli, hogy a páncélt jawáktól vásárolta a sivatagban, és ezzel szabadította fel a várost a bányászkollektíva uralma alól. Mos Pelgót most egy krayt sárkány támadja rendszeresen. Vanth beleegyezik, hogy visszaadja a páncélt a mandalóri népének, ha segít neki megölni a szörnyet. A mandalóri egyezséget köt a városlakók és egy helyi tuskeni törzs között: együttműködnek a sárkány elpusztításáért, békéért cserébe. A közös akció sikeres, a mandalóri megöli a krayt sárkányt, és távozik Vanth páncéljával — őt pedig egy sebhelyes Boba Fett figyeli a távolból. |     |                                                    |                     |               |                                     |
| 10. | 2.  | 10. fejezet: Az utas (Chapter 10: The Passenger)   | Peyton Reed         | Jon Favreau   | 2020. november 6. 2022. június 14.  |
| Az információért cserébe más mandalóriakról, a mandalóri elvállalja, hogy elvisz egy Béka asszonyt és a petéit a Tatuinról a Trask nevű torkolat-holdra, ahol a nő férje megtermékenyítheti a tojásokat. A tojások törékenysége miatt csak lassú, "fénysebesség alatti" utazás lehetséges. Útközben X-szárnyú vadászgépek állítják meg őket, mivel a mandalórit körözik a birodalmi börtönből való szökésben játszott szerepe miatt. Az üldözés miatt egy jeges bolygón kénytelen kényszerleszállást végrehajtani, ahol lezuhan. Amíg a mandalóri javítja a hajót, a gyermek egy jégbarlangban különös tojásokra bukkan, amelyekből pók-szerű lények kelnek ki. A mandalóri, a gyermek és a Béka asszony a Borotvaél fedélzetén rekednek, miközben a lények megtámadják őket. Az X-szárnyú pilóták azonban rábukkannak a hajóra, és megölik a támadó lényeket. Elmondják, hogy mivel a mandalóri segített elfogni a társait a korábbi börtönszökés után, ejtik ellene a vádat, de figyelmeztetik. A mandalóri befejezi a szükséges javításokat, majd a megrongált Borotvaél elindul Trask felé.                                                                         |     |                                                    |                     |               |                                     |
| 11. | 3.  | 11. fejezet: Az örökösnő (Chapter 11: The Heiress) | Bryce Dallas Howard | Jon Favreau   | 2020. november 13. 2022. június 14. |
| A Trask holdján a Béka asszony újra találkozik férjével, aki elvezeti a mandalórit egy helyi fogadóba, ahol több információt kaphat más mandalóriakról. Egy halász felajánlja, hogy elvezeti őt más mandalóriakhoz, de a hajón csapdába csalják, mert a halászok el akarják adni a páncélját. A mandalóri és a gyermek három másik mandalóri által menekül meg, akiket Bo-Katan Kryze vezet. Bo-Katan felajánlja, hogy segít információhoz jutni a jedikről, ha a mandalóri segít elfoglalni egy birodalmi szállítóhajót, amely fegyvereket szállít. A hajó fedélzetén Bo-Katan elárulja, hogy céljuk valójában a hajó teljes elfoglalása, hogy visszafoglalhassák Mandalórt. Gideon moff utasítja a kapitányt, hogy zuhanjon le a hajóval, de Bo-Katanék megállítják a kísérletet. Bo-Katan kikérdezi a kapitányt a sötétkardról, de az öngyilkosságot követ el. Ezután Bo-Katan elirányítja a mandalórit a jedihez, Ahsoka Tanohoz, akit a Corvus nevű erdős bolygón, Calodan városában találhat meg. A részben megjavított Borotvaél hajóval a mandalóri és a gyermek folytatják útjukat.                                                                            |     |                                                    |                     |               |                                     |
| 12. | 4.  | 12. fejezet: Az ostrom (Chapter 12: The Siege)     | Carl Weathers       | Jon Favreau   | 2020. november 20. 2022. június 14. |
| A Borotvaél további javításokra szorul, mielőtt elérhetné a Corvus bolygót, ezért a nandalóri és a gyermek kitérőt tesznek a Nevarro bolygóra, ahol újra találkoznak szövetségeseikkel, Cara Dune-nal és Greef Kargával. Amíg a Borotvaélt javítják, a nandalóri látja, mennyit javult a helyzet Nevarrón, mióta Karga bíróként, Dune pedig marsallként vezetik a bolygót. Az utolsó megmaradt kihívás egy működőképes Birodalmi bázis. A mandalóri beleegyezik, hogy segít elpusztítani. Felfedezik, hogy a bázist Dr. Pershing laboratóriumként használja, ahol kísérleteket folytat a gyermek vérével, amelynek magas az M-száma. A csapat elpusztítja a bázist, de speeder motorokon érkező rohamosztagosok és TIE vadászgépek üldözőbe veszik őket. Dune és Karga megállítják a speedereseket, míg a mandalóri a frissen megjavított Borotvaéllel megsemmisíti a TIE vadászgépeket. A mandalóri és a gyermek ezután elindulnak Corvus felé, mit sem sejtve arról, hogy egy birodalmi kém nyomkövetőt helyezett el a Borotvaél fedélzetén Gideon moff számára. |     |                                                    |                     |               |                                     |
| 13. | 5.  | 13. fejezet: A jedi (Chapter 13: The Jedi)         | Dave Filoni         | Dave Filoni   | 2020. november 27. 2022. június 14. |
| A mandalóri és a gyermek megérkeznek a Corvus bolygón található Calodan városába, ahol azt tapasztalják, hogy a lakosság retteg a város bírónőjétől, Morgan Elsbeth-től és őreitől, köztük egy zsoldostól, Langtől. Elsbeth felajánl egy beskar acélból készült lándzsát a mandalórinak, ha megöli Ahsoka Tanót. A mandalóri a városon kívül megtalálja Ahsokát, és bemutatja neki a gyermeket. Ahsoka az erő segítségével megállapítja, hogy a gyermek neve Grogu, és hogy még a Birodalom felemelkedése előtt kezdte meg Jedi-kiképzését. Ahsoka beleegyezik, hogy folytatja Grogu képzését, ha a mandalóri segít legyőzni Elsbeth-et. Együttes erővel legyőzik az őröket, felszabadítják a várost, és a mandalóri megöli Langet. Ahsoka szembekerül Elsbeth-tel, és választ követel a mestere, Thrawn főadmirális hollétéről. A harc után Ahsoka mégsem vállalja Grogu kiképzését, mert a gyermek túl szoros érzelmi kötődést ápol a mandalórival. Ehelyett a Tython bolygón található ősi templomhoz irányítja őket, ahol Grogu az erő segítségével kapcsolatba léphet más Jedikkel, hogy eldönthesse saját sorsát. Ahsoka átadja a beskar lándzsát a mandalórinak. |     |                                                    |                     |               |                                     |
| 14. | 6.  | 14. fejezet: A tragédia (Chapter 14: The Tragedy)  | Robert Rodríguez    | Jon Favreau   | 2020. december 4. 2022. június 14.  |
| A mandalóri elviszi Grogut a Tython bolygón található ősi templomhoz, és elhelyezi őt a középpontban lévő „látókőre”. Grogu meditálni kezd, és védelmező energiamező veszi körül. Hamarosan megérkezik Boba Fett a zsoldos Fennec Shand társaságában, akit a mandalóri korábban halottnak hitt a Tatuinon. Fett elmagyarázza, hogy Cobb Vanth által viselt páncél az övé, mivel apja, Jango Fett, mandalóri talált gyerek volt. A mandalóri beleegyezik, hogy visszaadja a páncélt, cserébe Grogu biztonságáért – épp amikor Gideon moff megérkezik és rohamosztagosokat küld rájuk. Fett, Shand és a mandalóri közösen visszaverik a támadást, miközben Grogu befejezi meditációját, és az energiamező eltűnik körülötte. Gideon ezután orbitális támadással elpusztítja a Borotvaélt, majd beveti sötét osztagosok nevű droidjait, akiknek sikerül elrabolniuk Grogut. Az alkujuk betartása érdekében Fett és Shand megígérik, hogy segítenek a mandalórinak visszaszerezni őt. Elindulnak Fett hajójával a Nrvarro bolygóra, ahol Cara Dune segítségét kérik, hogy kiszabadítsák a börtönben lévő bűnözőt, Migs Mayfeldet a Köztársaság fogságából.                  |     |                                                    |                     |               |                                     |
| 15. | 7.  | 15. fejezet: A hívő (Chapter 15: The Believer)     | Rick Famuyiwa       | Rick Famuyiwa | 2020. december 11. 2022. június 14. |
| Dune új köztársasági marsallként szerzett jelvényeit felhasználva átszállíttatja Mayfeldet, a volt birodalmi katonát a saját őrizetébe. Mayfeld beleegyezik, hogy segít Gideon moff cirkálójának felkutatásában, de ehhez szüksége van hozzáférésre egy belső birodalmi terminálhoz. Egy titkos birodalmi bányászati központot javasol a Morak bolygón. Ott Mayfeld és a mandalóri eltérítenek egy rhydoniumot – egy rendkívül robbanékony ásványt – szállító járművet, és kalóztámadások ellenére is sikerül eljutniuk a létesítményhez. Megszerzik Gideon koordinátáit, ám a mandalóri kénytelen levenni a sisakját mások előtt, megszegve ezzel a mandalóri esküjét. Szembesülnek Mayfeld egykori birodalmi parancsnokával, akit Mayfeld lelő, miután az dicsekedni kezd a hamu hadművelet során elkövetett birodalmi rémtettekkel. Shand, Dune és Fett segítségével sikerül elmenekülniük. Dune végül elengedi Mayfeldet. A mandalóri ezután üzenetet küld Gideonnak, figyelmeztetve őt, hogy érte jön Grogu miatt – a szöveget hasonlóan fogalmazza meg, mint ahogyan Gideon fenyegette meg őt korábban.                                                           |     |                                                    |                     |               |                                     |
| 16. | 8.  | 16. fejezet: A mentőakció (Chapter 16: The Rescue) | Peyton Reed         | Jon Favreau   | 2020. december 18. 2022. június 14. |
| A mandalóri és Dune egy birodalmi siklót foglalnak el, és elfogják Dr. Pershinget. Bo-Katan és Koska Reeves segítségét kérik Grogu megmentéséhez; cserébe Bo-Katan megkapja Gideon cirkálóját és a Sötétkardot, míg a mandalóri fontolóra veszi, hogy segít neki Mandalor felszabadításában. A siklót használják fel arra, hogy elég közel kerüljenek Gideon hajójához, majd kényszerleszállást hajtsanak végre, miközben Fett hajóval támadást színlel ellenük. Bo-Katan, Koska, Shand és Dune átverekszik magukat a rohamosztagosokon a cirkáló hídjáig. A mandalóri közben megtalálja a sötét osztagosokat, és nagy nehezen legyőz egyet a beskar lándzsával, majd a többit kilövi az űrbe. Ezután megküzd Gideonnal, és legyőzi őt, így ő lesz a Sötétkard jogos új birtokosa. A sötét osztagosok visszatérnek a hajóra, de mindet elpusztítja Luke Skywalker – az a jedi, akivel Grogu Tythonon vette fel a kapcsolatot. A mandalóri elengedi Grogut, hogy Skywalkerrel és R2-D2-val menjen, és befejezze jedi-kiképzését. A stáblista után Fett és Shand Tatuinra, Jabba palotájába utaznak, ahol Fett megöli Bib Fortunát, és elfoglalja a trónt.                |     |                                                    |                     |               |                                     |

### 3. évad (2023)
| Sor. | Év. | Cím                                                                 | Rendező             | Író                       | Premier                             |
| --- | --- | ------------------------------------------------------------------- | ------------------- | ------------------------- | ----------------------------------- |
| 17. | 1.  | 17. fejezet: A hitehagyott (Chapter 17: The Apostate)               | Rick Famuyiwa       | Jon Favreau               | 2023. március 1. 2023. március 1.   |
| A fegyverkovács és egy csoport mandalóri egy fiatal gyermek, Ragnar Vizsla törzsbe való beavatási szertartását tartják, amikor egy hatalmas teknősbéka-szerű dinoszaurusz megtámadja őket. A klán kezdetben képtelen megvédeni magát, ám Din Djarin és Grogu – akik újra együtt vannak – megmentik őket. A fegyverkovács megerősíti, hogy ha a mandalóri bányák még léteznek, Djarin ismét mandalóri lehet. Djarin a Nevarróra utazik, hogy találkozzon Greef Karga főmagisztrátussal. Segít Kargának elűzni egy kalózcsapatot, akiket Vane vezet. Karga felajánlja neki a marsalli pozíciót, de Djarin elutasítja, mivel az IG–11 droidot szeretné újjáépíteni. Bár sikerül újraindítania a droidot, az visszaáll eredeti, erőszakos működésére. Djarin az alkatrészeket egy anzellai szerelőcsapathoz viszi, akik elmondják, hogy új memóriamag szükséges a javításhoz. Ahogy Djarin elhagyja Nevarrót, Vane főnöke, Gorian Shard vezetésével kalózok támadnak rá, de sikerül elmenekülnie. Ezután találkozik Bo-Katan Kryze-zal egy régi mandalóri kastélyban a Kalevalán, aki elárulja, hogy miután elvesztette a Sötétkardot, feladta Mandalór visszahódításának tervét, és azt tanácsolja Djarinnak, hogy egyedül induljon útnak.                                             |     |                                                                     |                     |                           |                                     |
| 18. | 2.  | 18. fejezet: A Mandalór bányái (Chapter 18: The Mines of Mandalore) | Rachel Morrison     | Jon Favreau               | 2023. március 8. 2023. március 8.   |
| Djarin meglátogatja Peli Mottót a Tatuinon, hogy új memóriamodult szerezzen IG-11-hez. Bár Peli nem rendelkezik ilyennel, eladja neki R5-D4-et helyette. Djarin, Grogu és R5 elrepülnek a Mandalór bolygóra, ahol Djarin megparancsolja R5-nek, hogy derítse fel a környéket, és ellenőrizze, mérgező-e a légkör. Amikor R5 nem tér vissza, Djarin utána indul, és több Alamite – barlangszerűen élő, trollhoz hasonló bennszülött faj – támad rá. Ahogy egyre mélyebbre jut a bányákban, Djarint elfogja egy kiborg lény. Grogu elmenekül és segítségért Bo-Katanhoz fordul. Bo-Katan kiszabadítja Djarint, megöli a kiborgot, majd elvezeti őt a vizekhez. Djarin alámerül, hogy visszaszerezze mandalóri státuszát, ám egy hirtelen mélység miatt elsüllyed a vízben. Bo-Katan utána veti magát, hogy megmentse, és visszafelé úszva szemtől szembe találja magát egy Mitoszaurusszal. |     |                                                                     |                     |                           |                                     |
| 19. | 3.  | 19. fejezet: A megtért (Chapter 19: The Convert)                    | Lee Isaac Chung     | Noah Kloor & Jon Favreau  | 2023. március 15. 2023. március 15. |
| Miután Djarin felépül, Bo-Katannal együtt elhagyják Mandalórt, ám Bo-Katan titokban tartja előtte a Mitoszaurusz létezését. Visszatérésük után Kalevalára birodalmi TIE vadászgépek támadják meg őket, amelyek elpusztítják Bo-Katan otthonát, így kénytelenek visszavonulni. Eközben a Coruscanton Dr. Pershing kegyelmet kap az Új Köztársaságtól, de meglepetten fedezi fel, hogy Elia Kane – aki korábban Gideon moff birodalmi maradványának kommunikációs tisztje volt – szintén részt vesz az amnesztiaprogramban. Kane beleegyezik, hogy segíti Pershinget a klónozási kutatás folytatásában, amelyet a Köztársaság betiltott. Egy leszerelt Birodalmi osztályú Csillagrombolóra szöknek be, hogy megszerezzék a szükséges felszerelést, azonban Kane elárulja Pershinget a köztársasági hatóságoknak, majd titokban szabotálja az elméjét törlő eljárást is. Közben Djarin és Bo-Katan megérkeznek a titkos mandalóri rejtekhelyre, ahol Djarin egy mintát mutat be a vizekből a fegyverkovácsnak, ezzel bizonyítva megváltását. Mivel Bo-Katan is megmártózott a vízekben, őt is befogadják a közösségbe. |     |                                                                     |                     |                           |                                     |
| 20. | 4.  | 20. fejezet: A lelenc (Chapter 20: The Foundling)                   | Carl Weathers       | Jon Favreau & Dave Filoni | 2023. március 22. 2023. március 22. |
| Djarin harci kiképzésbe kezdi Grogu-t a mandalóri hagyományok szerint. Grogu meg is nyer egy edzőmérkőzést, ám ellenfele, Ragnar Vizsla, nem sokkal később egy hatalmas ragadozó madár, egy raptor áldozatául esik, amely elrabolja őt. Bo-Katan vadászegységet szervez, amelyhez Djarin és Ragnar apja, Paz Vizsla is csatlakoznak, majd gyalog indulnak a raptor fészkéhez. Ezalatt a fegyverkovács új páncéldarabot készít Grogu számára: egy „rondel”-t, amely Djarin mudhorn szimbólumát viseli. A kovácsolás közben Grogu látomást él át a múltjából: megmenekülését a lángokban álló Jedi Templomból Kelleran Beq jedi mesternek és a Naboo fegyveres erők együtt érző tagjainak köszönheti. Paz Vizsla túlzott buzgósága megzavarja Bo-Katan mentési tervét, ami bonyolult légi összecsapáshoz vezet. Végül Bo-Katan és Djarin sikeresen megmentik Ragnart, megölik a ragadozót, begyűjtik annak fiókáit, és ezzel kivívják a klán tiszteletét. Amikor a fegyverkovács újra elkészíti Bo-Katan vállvédőjét, amely a harc során elveszett, Bo-Katan elárulja neki, hogy találkozott egy Mitoszaurusszal. A fegyverkovács azonban közönyösen és kétkedve fogadja a történetet.                                                                                                |     |                                                                     |                     |                           |                                     |
| 21. | 5.  | 21. fejezet: A kalóz (Chapter 21: The Pirate)                       | Peter Ramsey        | Jon Favreau               | 2023. március 29. 2023. március 29. |
| A Vane kitiltására válaszul Gorian Shard megtámadja Nevarrót. Greef Karga segítséget kér Carson Tevától és az Új Köztársaságtól. Mivel gyanítja, hogy a támadás az Új Birodalom újjáéledésének előjele lehet, Teva értesíti Tuttle ezredest, aki azonban közömbösen reagál. Teva ezután felkeresi a mandalóri titkos csapatot, és Din Djarint kéri fel a segítségre. Djarin meggyőzi a mandalóriakat, hogy segítsenek Kargának, noha korábban voltak nézeteltéréseik, és Bo-Katan veszi át a hadművelet vezetését. A mandalóriak visszaverik a támadást, Vane elmenekül, Shard meghal, a kalózokat pedig elfogják. A mandalóriak visszanyerik Karga és a helyiek bizalmát, és visszaköltöznek régi rejtekhelyükre. A fegyverkovács találkozik Bo-Katannal, és elismeri, hogy a Mitoszaurusz újra feltűnése azt jelzi, ő az, aki újraegyesítheti a mandalóriakat, és arra kéri, hogy az új szerep szimbólumaként vegye le a sisakját. Teva hazafelé tartva Adelphibe, rátalál Gideon moff eltűnt börtönszállítója roncsaira, és egy darab beskar-ötvözetet talál bennük. |     |                                                                     |                     |                           |                                     |
| 22. | 6.  | 22. fejezet: Zsoldosok (Chapter 22: Guns for Hire)                  | Bryce Dallas Howard | Jon Favreau               | 2023. április 5. 2023. április 5.   |
| Bo-Katan, Djarin és Grogu elutaznak a Plazir-15 bolygóra, ahol Bo-Katan egykori mandalóri serege immár zsoldosként működik Axe Woves vezetésével. Mielőtt találkozhatnának velük, a bolygó uralkodói, Bombardier százados és a Hercegnő, váratlanul eltérítik őket, és segítségüket kérik a hibásan működő droidok semlegesítéséhez. Bo-Katan és Djarin nyomozni kezdenek, és egy droidbárhoz, a Rezisztorhoz vezet az útjuk, ahol rájönnek, hogy a droidokat nanodroidokkal fertőzték meg, amelyeket a karbantartó folyadékon keresztül juttattak be, ezt pedig Helgait megbízott titokban importálta. Miután leleplezik, Helgait bevallja, hogy szimpatizál a szeparatistákkal, és ezért Bo-Katan kiüti, a Hercegnő pedig száműzi a Paraquaat holdra. Ezután Bo-Katan szembeszáll Axe Woves-szal, hogy visszaszerezze a vezetést a mandalóri zsoldosok felett, és legyőzi őt. Din Djarin megerősíti, hogy korábban Bo-Katan mentette meg őt a mandalóri bányákban fogva tartó kiborgtól, így a Sötétkard – amely a Mandalór vezetésének szimbóluma – jogszerűen visszaadja neki, ezzel megerősítve Bo-Katan uralmát. |     |                                                                     |                     |                           |                                     |
| 23. | 7.  | 23. fejezet: A kémek (Chapter 23: The Spies)                        | Rick Famuyiwa       | Jon Favreau & Dave Filoni | 2023. április 12. 2023. április 12. |
| Gideon moffot Elia Kane értesíti arról, hogy a mandalóriak vissza akarják foglalni bolygójukat. Gideon továbbítja az információt az árnyéktanácsnak, egy birodalmi maradványhadurakból álló csoportnak. Erősítést kér Brendol Hux parancsnoktól, és kérdőre vonja Pellaeon kapitányt Thrawn távolléte miatt. Nevarrón Bo-Katan egyesíti a mandalóri klánokat, és felderítőcsapatot szervez, hogy átkutassák a Mandalór felszínét, és megtalálják a nagy kohót. Indulás előtt Greef Karga bemutatja Din Djarinnak az IG–12-t: az újjáépített IG–11-es droidot, amelyet immár Grogu irányíthat. Mandalóron a csapat egy túlélő klánnal találkozik, amely hűséges Bo-Katanhoz. Bo-Katan bevallja, hogy a „Ezer könny éjszakája” után megadta magát Gideonnak abban a reményben, hogy így megóvhatja népét a további pusztítástól. A csapat megtalálja a nagy kohót, de beskar-páncéllal felszerelt rohamosztagosok támadják meg őket. Djarint elfogja a szintén beskar-páncélt viselő Gideon, aki felfedi: be akarja fejezni Mandalór teljes megtisztítását. Megpróbálja megölni a keresőcsapatot, ám Bo-Katan a sötétkardot használva menekülési utat biztosít a többieknek. Paz Vizsla hátramarad, hogy időt nyerjen, de Gideon pretoriánus gárdistái megölik.                       |     |                                                                     |                     |                           |                                     |
| 24. | 8.  | 24. fejezet: A visszatérés (Chapter 24: The Return)                 | Rick Famuyiwa       | Jon Favreau               | 2023. április 19. 2023. április 19. |
| Bo-Katan és felderítő osztaga visszavonul Gideon moff bázisáról. Amikor visszatérnek a mandalóri zászlóshajóra, Axe Woves a bolygón harcoló csapatok megerősítésére küldi a megmaradt mandalóriakat, miközben ő maga a hajóról védi őket a birodalmi TIE-osztagok támadásával szemben. Din Djarin Grogu segítségével megszökik a fogságból, és elindul, hogy leszámoljon Gideonnal. Egy laboratóriumban rábukkannak Gideon erő-érzékeny klónjaira, akiket Djarin megsemmisít. A bázison heves harc tör ki a mandalóriak és a beskar-páncéllal megerősített rohamosztagosok között. Végül Bo-Katan, Djarin és Grogu együtt néznek szembe Gideonnal és a praetoriánus gárdával, a küzdelem során pedig megsemmisül a sötétkard. Woves nekivezeti a mandalóri zászlóshajót a birodalmi bázisnak, a robbanásban pedig Gideon elpusztul. Grogu az erő segítségével pajzsot hoz létre, amely megvédi őt, Bo-Katant és Djarint a lökéshullámtól. A csata után a mandalóriak újraindítják a nagy kohót, Djarin pedig hivatalosan is örökbe fogadja Grogut. Ezt követően Djarin tisztességes munkát vállal Carson Tevával együttműködve, és beköltözik egy kabinba Nevarro fővárosának peremén. Az anzellán szerelők pedig újjáépítik IG-11-et, aki Nevarro új marsalljaként szolgál tovább. |     |                                                                     |                     |                           |                                     |

### Film
| Év   | Magyar cím | Eredeti cím             | Rendező     | Író | Producerek                                   | Főszereplők  |
| ---- | ---------- | ----------------------- | ----------- | --- | -------------------------------------------- | ------------ |
| 2026 | TBA        | The Mandalorian & Grogu | Jon Favreau | TBA | Jon Favreau, Kathleen Kennedy és Dave Filoni | Pedro Pascal |

## További információ
- A Mandalóri a Star Wars hivatalos oldalán.